# فوجیوارا نو تویوناری
فوجیوارا نو تویوناری (به ژاپنی: 藤原豊成 Fujiwara no Toyonari)؛ ۷۰۴ – ۷۶۵) سامورایی، و سیاستمدار اهل ژاپن بود. وی پدر چوجو-هیمه بود.